# Sandra Nurmsalu
Sandra Nurmsalu (født 6. december 1988) er en estisk sangerinde, violinist og nuværende forsanger i bandet Urban Symphony. Urban Symphony repræsenteret Estland i Eurovision Song Contest 2009 den 16. maj. Nurmsalu sang i spidsen for Eurovision indrejse sang: "Rändajad ". Det kvalificerede fra den anden semifinale, og afsluttes 6. plads .
Hun blev kendt i de halvårlige unge solist konkurrence2 takti ette, holdt hvert andet år af Eesti Televisioon, og broadcast landsdækkende, hvor hun færdig i 4. plads. Da der deltager i Eurovision Song Contest, har hun fået en betydelig fanskare i Europa. Nurmsalu havde tidligere været en del af estiske folk gruppe Pillipiigad i syv år og Virre for tre.
Nurmsalu er vokset op i den lille købstad på Alavere, Harjumaa (Harju amt). Hun gjorde sin første musikalske skridt i musikskolen af landsbyen Kose. Hun er i øjeblikket bosat i landsbyen.
Nurmsalu også udføres på reality-konkurrence show Eesti otsib superstaari(en del af Idol-serien). Hver deltager skulle vælge en estisk sangerinde til at udføre en duet med. Deltager Ott Lepland, senere vinder af projektkonkurrencen, skal du vælge Nurmsalu til at udføre "Rändajad".
På 11 marts 2010 var det bekræftet, at Sandra er gravid med sit første barn, som skyldes nogen tid i sommeren 2010. Tarmo Kask er faderen.

## Sange
- Velvetiin
- Minu Kodu (mit hjem)
- Mad World
- Lootusetult Hoolin Sust Ma
- Kui Mind Enam Ei Ole (når jeg ikke er mere)
- Hüvasti Kollane Koer (farvel gule hund)
- Behind These Hazel Eyes
- Hungry
- Rändajad
- Päikese poole (mod solen)
- Skorpion
- Sel Teel (featuring,koos Sinine)
- Väike Eestimaa (lille Estland)
- Kui tuuled pöörduvad (nür vinden vender)